# Darwinismo

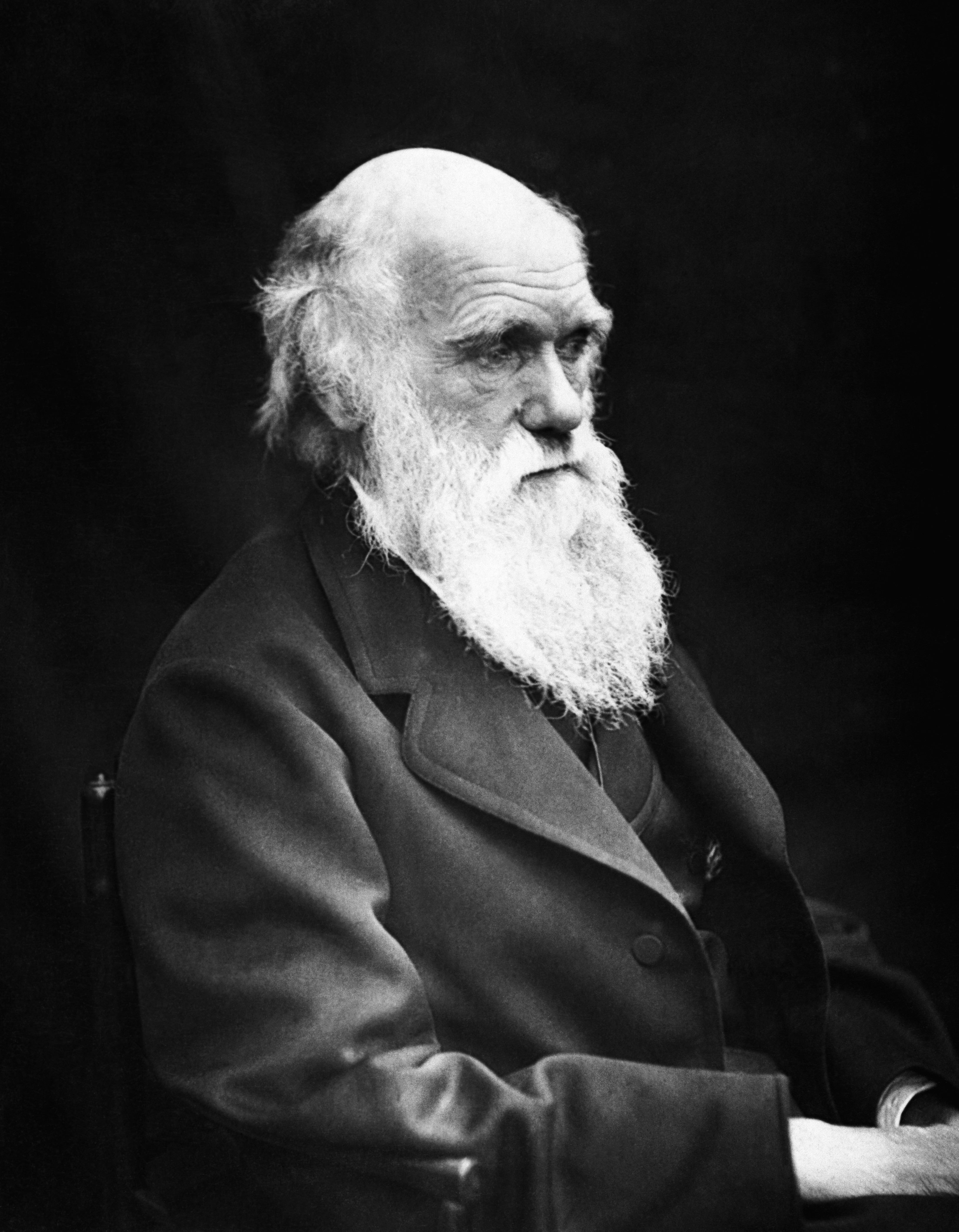
Charles Darwin (1809-1882) durante i suoi ultimi anni di vita

Il darwinismo (noto anche come teoria darwiniana) è una teoria evoluzionistica sviluppata dal noto naturalista inglese Charles Darwin e altri autori. Secondo questa teoria, tutte le specie viventi derivano dalla selezione naturale di piccole caratteristiche ereditate, le quali incrementano le abilità dell'individuo di competere, sopravvivere e riprodursi.
Questa teoria introdusse i concetti base della trasmutazione delle specie e dell'evoluzione, concetti che iniziarono a guadagnare l'accettazione scientifica, nonché l'attenzione del pubblico generalista, dopo che Darwin pubblicò il saggio L'origine delle specie nel 1859. Il biologo inglese Thomas Henry Huxley coniò il termine "darwinismo" nell'aprile del 1860.
I principi base dell'evoluzione per selezione naturale definiti da Darwin sono:
1. Per ogni generazione che sopravvive, vengono prodotti più individui.
2. Fra gli individui esiste una variazione fenotipica e tale variazione è ereditabile.
3. Quegli individui con tratti ereditabili meglio adatti all'ambiente sopravviveranno.
4. Qualora avrà luogo l'isolamento riproduttivo, allora si sarà formata una nuova specie.

## Storia

Caricatura di Charles Darwin raffigurato con un corpo di scimmia, con riferimento alla discendenza dell'uomo dalle scimmie

Benché inizialmente il termine "darwinismo" stava ad inidicare il lavoro di Erasmus Darwin di fine XVIII secolo, per come lo conosciamo oggi venne introdotto quando il saggio di Charles Darwin L'origine delle specie del 1859 venne recensito da Thomas Henry Huxley nell'edizione dell'aprile 1860 di Westminster Review. Huxley descrisse il libro come "un vero fucile Whitworth nell'arsenale del liberalismo", promuovendo le teorie naturaliste in opposizione a quelle tipicamente teologiche; pur lodando le idee di Darwin, espresse riserve professionali sul gradualismo e mise in dubbio che si potesse dimostrare che la selezione naturale potesse formare nuove specie.
Nel farlo, Huxley paragonò i risultati di Darwin a quelli raggiunti da Niccolò Copernico riguardo al moto dei pianeti, asserendo "E se l'orbita del darwinismo dovesse essere un po' troppo circolare? E se le specie dovessero manifestare fenomeni residui, qui e là, non spiegabili dalla selezione naturale? Fra venti anni i naturalisti potrebbero essere in grado di confermarlo o smentirlo; ma in entrambi i casi dovranno all'autore de L'origine delle specie un immenso debito di gratitudine".
Un altro importante teorico evoluzionista dello stesso periodo fu il geografo russo ed eminente anarchico Pëtr Kropotkin, il quale, nella raccolta Il mutuo appoggio: un fattore dell'evoluzione (1902), sostenne un'interpretazione del darwinismo in contrasto con quella di Huxley. La sua teoria si incentrava sulla cooperazione, secondo lui molto diffusa, come meccanismo di sopravvivenza, che accomunava la società umana e gli animali. Egli usò argomentazioni biologiche e sociologiche per cercare di dimostrare che il fattore che agevola maggiormente l'evoluzione fosse la cooperazione fra gli individui di uno stesso gruppo o società. Questo fattore di cooperazione era in forte contrasto con la feroce competizione al centro della teoria evoluzionistica..,.

## Influenza
Il darwinismo influenzò il pensiero di Engels che nello scritto La parte avuta dal lavoro nel processo di umanizzazione della scimmia sostenne che, tramite l'evoluzione della scimmia, l'uomo giunse a sviluppare il cervello e la propria capacità di comprendere le leggi della natura.